# 裁判所記録廃棄問題
裁判所記録廃棄問題（さいばんしょきろくはいきもんだい）とは、複数の重要な憲法判断が示された民事事件と重大な少年事件の記録が、各地の裁判所で廃棄されていたことが発覚した問題。

## 概要
裁判所が定める記録の保存規程（事件記録等保存規程）と調査記録規程（少年調査記録規程）において「史料又は参考資料となるべきものは、保存期間の満了後も保存（特別保存）しなければならない」と定められている。
2022年（令和4年）10月、1997年（平成9年）に発生した神戸連続児童殺傷事件の記録について、神戸家庭裁判所は保存期間満了後に特別保存にせず、2011年（平成23年）にすべての記録を廃棄していたことが報道機関の取材により発覚した。最高裁判所は重大少年事件を含む事件記録が各地の家庭裁判所で破棄されている可能性があるとして、有識者委員会を立ち上げ事件記録の捜査を行った。結果、全国の家庭裁判所で社会の耳目を集めた少年事件が複数廃棄されていることが発覚し、捜査の中で、特別保存されていた民事事件の記録も廃棄されていることが発覚した。最高裁は少年事件や民事裁判およそ100件を対象に調査を行い2023年5月25日、最高裁は報告書を発表、記者会見を行った。
調査結果として、『検討されたもの』『検討すらされないもの』『特別保存されていたもの』『特別保存された後に廃棄されていたもの』合わせて少年事件53件、民事裁判35件（内訳は下記記載）が破棄されていたことがわかった。

## 経緯
裁判所が定める記録の保存規程「事件記録等保存規程」（昭和39年最高裁判所規程第8号）と調査記録規程「少年調査記録規程」（昭和29年最高裁判所規程第5号）において「史料又は参考資料となるべきものは、保存期間の満了後も保存しなければならない」と定められている（この規定による保存を「2項特別保存」という）。
神戸連続児童殺傷事件について、神戸家庭裁判所は保存期間満了後に2項特別保存にせず、記録を廃棄していた。報道機関の取材を通じ最高裁もこれを知ることとなり、これを発端に調査を行い、少年事件の記録や特別保存されていた民事事件が複数廃棄されていたことが明らかになった。刑事事件を除く134件の事件記録について保存状況を調査した際、116件の事件記録について2項特別保存をされずに廃棄されていることが確認されており、全国的に適用が適切にされていない状況が明らかになった。
2019年（平成31年）2月に東京地方裁判所で記録廃棄が明らかになった際、最高裁は保存期間が満了した全記録について破棄の保留をするよう各裁判所に事務連絡を出している。上記の調査を行った上で東京地裁が策定した2項特別保存の運用要領（東京地裁の運用要領）を全国に提供し運営要領を適切に行われるよう問題意識を喚起した。
神戸連続児童殺傷事件を含む多くの破棄された少年事件は運用要領の策定以前の事柄であるものの、重く受け止め適切な保存と運用が必要であると判断をした。
2022年（令和4年）10月25日、再び保存期間満了の少年事件を含む全記録について有識者委員会の意見を聴取しつつ調査・検討を勧めていくとした。

## 結果
2023年5月25日、最高裁は報告書を発表、記者会見を行った。裁判所の報告書より、下記の記録が廃棄されていることが明らかになった。
- 2項特別保存される可能性が高かったにもかかわらず、判断がされなかった事案（類型Ⅰ少年事件4件）
- 対象記録を廃棄対象であることを意識した上で検討されなかった事案（類型Ⅱ少年事件7件）
- 対象記録が保存されている意識もなく廃棄対象であることも認識されなかった案型（類型Ⅲ少年事件39件、民事事件35件 ）
- 要領策定後に廃棄された事案（類型Ⅳ 3件）
- 特別保存された後破棄された事案（7件）

## 原因の一端
- 民事事件の判決原本の永久保存とされていた1992年（平成4年）頃は保存期間50年を超えた判決原本が全国で2200fmの厚さに及んだ。紙質の劣化などがあり、永久保存の廃止について強い要望があった。1992年1月より保存規定の改定により判決原本の保存期間は50年となり保存期間が経過した原本は順次廃棄されるようになった[6]。刑事事件においては1992年2月7日付けの運用通達により事件記録を2項特別保存にする場合その旨を最高裁に報告する制度が新設された。プリンター等の普及により紙が分厚くなったことも影響し、記録庫の狭隘化が深刻となった。円滑な事務処理のための解決策として1999年（平成11年）に保存期間の見直しが行われた。民事訴訟事件の事件記録については保存期間が10年から5年に短縮され、2019年2月に至るまで大きな改定がされることはなく、2項特別保存の件数も低迷な状況が続いていた[7]。

- 調査の結果、2019年（令和2年）2月、運用要領策定以前は2項特別保存に係る事務処理の要領を策定していた庁は2割にとどまり、特別保存の判断の明確化がされていない状況だった[8]。
- 要領改定後においても2項特別保存すべきか裁量を残す事例が存在していた事[9]。
- 繁忙によるヒューマンエラー、不十分な引き継ぎによる誤った廃棄[10]。

## 対象記録
裁判所の記録の保存・廃棄の在り方に関する調査報告書（本体）より一部引用

### 少年事件（廃棄事案）
| 番号 | 事件概要 | 裁判所名           |
| ---- | --- | ------------------ |
| 6    | 平成9年の神戸連続児童殺傷事件                                                                                    | 神戸家裁本庁       |
| 27   | 平成15年の男児誘拐殺人事件                                                                                       | 長崎家裁本庁       |
| 31   | 平成16年の佐世保大久保小事件（佐世保小6女児同級生殺害事件）                                                      | 長崎家裁佐世保支部 |
| 42   | 平成18年に奈良県田原本町で発生した、高校1年生の男子生徒による自宅への放火殺人事件（奈良自宅放火母子3人殺人事件） | 奈良家裁本庁       |

| 番号 | 事件概要                                                                                            | 裁判所名             |
| ---- | --------------------------------------------------------------------------------------------------- | -------------------- |
| 14   | 平成12年に愛知県豊川市で当時17歳の少年が夫婦を殺傷した事件（豊川市主婦殺人事件）                    | 名古屋家裁本庁       |
| 18   | 平成12年8月14日に大野郡野津町で発生した、当時15歳の少年による家族6人殺傷事件（大分一家6人殺傷事件） | 大分家裁本庁         |
| 30   | 平成16年2月に大阪地裁所長が重傷を負った強盗致傷事件（大阪地裁所長襲撃事件）                         | 大阪家裁本庁         |
| 39   | 兵庫県姫路市ホームレス焼死事件                                                                      | 神戸家裁姫路支部     |
| 41   | 中津川市のパチンコ店空き店舗で平成18年4月、中学2年の女子生徒が殺害された事件（岐阜中2少女殺害事件） | 岐阜家裁本庁         |
| 45   | 事件名「殺人、死体損壊」、審判日「平成20年2月26日」（会津若松母親殺害事件と思われる記録）           | 福島家裁会津若松支部 |
| 52   | 平成24年に亀岡で起きた暴走事故（そのうち、運用要領策定前に廃棄された記録）                          | 京都家裁本庁         |

| 番号 | 事件概要 | 裁判所名                           |
| ---- | --- | ---------------------------------- |
| 1    | 平成3年に札幌市北区内の道職員夫婦が殺害され、遺体が同市東区中沼町の原野に遺棄された事件（北海道職員夫婦殺害事件）                             | 札幌家裁本庁                       |
| 2    | 平成4年3月に、高知市内において、15歳の兄が妹を殺害した事件                                                                                    | 高知家裁本庁                       |
| 3    | 平成4年12月、札幌市内で両親を刺殺した事件 | 札幌家裁本庁                       |
| 4    | 平成5年4月に男子生徒2人が東淀川区の中学3年生を殺害した事件                                                                                    | 大阪家裁本庁                       |
| 5    | 平成7年2月 西尾市立東部中学のいじめ自殺（愛知県西尾市中学生いじめ自殺事件）                                                                   | 名古屋家裁岡崎支部                 |
| 7    | 平成9年8月23日夜、稲美町の神社で、少年10人（当時14～16歳）が、被害 少年（当時15歳）に集団暴行を加えた事件                                     | 神戸家裁姫路支部                   |
| 8    | 平成10年の黒磯北中学校の女性教師刺殺事件（栃木女性教師刺殺事件）                                                                              | 宇都宮家裁本庁                     |
| 9    | 発生日、逮捕日 平成10年3月9日 埼玉県東松山市立東中で1年男子が同級生に刺されて死亡した事件                                                     | さいたま家裁本庁                   |
| 10   | 発生日、逮捕日 平成10年5月12日 千葉県四街道市で長男らが父親を殴って殺害した事件                                                               | 千葉家裁本庁                       |
| 11   | 平成10年7月に、高校生が同じ学校の同級生から暴行を受けたあとに自殺した事件                                                                     | 広島家裁福山支部                   |
| 12   | 御母衣湖で平成10年8月、当時22歳の男性が遺体で見つかった集団暴行事件                                                                           | 岐阜家裁本庁                       |
| 13   | 平成10年に中学3年の少年が寝屋川市で女性を刺殺した事件                                                                                         | 大阪家裁本庁                       |
| 15   | 発生日、逮捕日 平成12年5月13日 埼玉県入間市の高校2年生が男女3人にリンチされ死亡した事件                                                       | さいたま家裁川越支部               |
| 16   | 平成12年7月6日に母親を金属バットで殴打した少年の殺人未遂、傷害事件（岡山金属バット母親殺害事件と思われる記録）                                | 岡山家裁本庁                       |
| 17   | 輪之内町で平成12年6月、高校2年の男子生徒が中学時代の元同級生らに集団リンチを受けて死亡した事件                                                | 岐阜家裁本庁                       |
| 19   | 平成12年12月23日に清水市立中学校の生徒がアパートの隣人を刺殺した事件                                                                          | 静岡家裁本庁                       |
| 20   | 兵庫県御津町タクシー運転手強盗殺人事件 | 神戸家裁姫路支部                   |
| 21   | いわゆる「〇〇君事件」 ①罪名 傷害致死 決定年月日 平成13年5月23日 ②罪名 傷害致死 決定年月日 平成13年5月16日                                    | 大津家裁本庁                       |
| 22   | 平成13年9月に静岡県御殿場市内で当時15歳の少女に乱暴しようとしたとして当時16歳の少年が強姦未遂容疑で逮捕された事件（御殿場事件）               | 静岡家裁沼津支部                   |
| 23   | 平成14年に中高生が逮捕された東村山市のホームレス暴行殺人事件（東村山市ホームレス暴行死事件）                                                  | 東京家裁八王子支部（現：立川支部） |
| 24   | 平成14年に発生した熊谷市の路上で中学生二、三人がホームレスを暴行し死亡させた事件                                                              | さいたま家裁熊谷支部               |
| 25   | 平成14年11月、山梨県塩山市の少年2人（19歳、18歳）を傷害致死と傷害の 疑いで逮捕。同月15日夜駐車場で、県立高校生2人に殴る蹴るの暴行をした疑い。 | 甲府家裁本庁                       |
| 26   | 平成15年4月24日に横浜市港北区で発生した、高校3年生の少年が父親の頭を壁に押し付けるなどして死亡させた傷害致死事件                              | 横浜家裁本庁                       |
| 28   | 平成15年9月、岐阜市雲雀ヶ丘の市立本荘中学校で包丁を持った同中学卒業生の大工見習いの少年（15歳）が立てこもった事件                             | 岐阜家裁本庁                       |
| 29   | 平成15年11月1日に起こった当時18歳の少年と当時16歳の交際相手の女子少 年が家族を殺傷した事件                                                    | 大阪家裁本庁                       |
| 32   | 平成16年8月9日に、石狩市の高校1年生の男子少年が同級生の母親をナイフで刺して殺害した事件（石狩同級生母親殺害）                                 | 札幌家裁本庁                       |
| 33   | 平成16年に発生した元少年（17歳）による金沢市内の夫婦2人を強盗殺人した事件（金沢市夫婦強盗殺人事件）                                           | 金沢家裁本庁                       |
| 34   | 平成17年6月10日に発生した光高校の爆破事件 | 山口家裁本庁                       |
| 35   | 平成17年6月23日に福岡市南区で17歳の兄を殺害したとして中学3年の少年 （当時15歳）が殺人容疑で逮捕された事件                                     | 福岡家裁本庁                       |
| 37   | 事件名 強盗致死等 審判日 平成18年10月16日 | 福島家裁本庁                       |
| 38   | 平成17年に静岡県伊豆の国市で当時17歳の女子高生が、母親にタリウムを摂取させ殺人未遂で逮捕された事件                                            | 静岡家裁沼津支部                   |
| 40   | 平成18年1月26日に盛岡市内で発生した、高校生（当時16歳）が母親（当時3 9歳）を殺害した事件                                                      | 盛岡家裁本庁                       |
| 43   | 稚内市内において平成18年8月28日に発生した少年2名（うち1名は被害女性の子供）の犯行による女性殺人事件                                           | 旭川家裁本庁                       |
| 44   | 平成18年12月、岡崎市のホームレス襲撃事件 | 名古屋家裁岡崎支部                 |
| 46   | 平成19年8月に高校生の集団暴行により当時高校3年生の男子が死亡した事件                                                                          | 函館家裁本庁                       |
| 47   | 平成19年8月20日に発生した上関で祖父が殺害された事件                                                                                           | 山口家裁本庁                       |
| 48   | 平成19年に京田辺市で起こった警察官の父親を娘が殺害した事件（京田辺警察官殺害事件）                                                            | 京都家裁本庁                       |
| 49   | 平成20年1月に八戸で発生した母子殺害事件 | 青森家裁本庁                       |
| 50   | 平成20年にあった熊野市の保険外交員が少年に殺害された事件                                                                                      | 津家裁本庁                         |

| 番号 | 事件概要                                                                       | 裁判所名     |
| ---- | ------------------------------------------------------------------------------ | ------------ |
| 36   | 平成17年に中学1年男子生徒が母親を暴行し死亡させた事件                          | 大阪家裁本庁 |
| 51   | 平成22年7月9日、兵庫県宝塚市の民家で放火事件があり、家族3人が死傷した事件      | 神戸家裁本庁 |
| 52   | 平成24年に亀岡で起きた暴走事故故（そのうち、運用要領策定以降に廃棄された記録） | 京都家裁本庁 |

### 少年事件（特別保存された事案）
| 番号 | 事件概要 | 裁判所名       | 特別保存判断日 |
| ---- | --- | -------------- | -------------- |
| 53   | 光市母子殺人事件 | 山口家裁本庁   | 2008年9月1日   |
| 54   | 西鉄バスジャック事件 | 佐賀家裁本庁   | 2016年年3月2日 |
| 55   | 少年が、母親を多数回の殴打等により死亡させた事件（山口母親殺害事件と思われる記録） | 山口家裁本庁   | 2010年12月27日 |
| 56   | 平成22年における少年の交際相手の親族等に対する殺傷事件 | 仙台家裁本庁   | 2017年1月17日  |
| 57   | 平成25年の三重県中3女子死亡事件（三重郡朝日町地内における女子中学生強盗殺人・死体遺棄事件） | 津家裁本庁     | 2021年11月9日  |
| 58   | 名古屋大学の女子大学生が知人女性を殺害した事件（名古屋大学女子学生殺人事件） | 名古屋家裁本庁 | 2021年12月24日 |
| 59   | 危険運転致死、道路交通法違反事件（送致された事件につき検察官送致の決定がされ、地裁に起訴されたものの、地裁において少年法55条の移送決定 がされ家裁に係属したが、再度検察官送致決定がされ再び地裁に起訴された後、地裁において再度移送決定がされ家裁に係属した事件） | 大阪家裁本庁   | 2020年7月21日  |

### 民事事件等（廃棄事案）
| 番号 | 事件概要 | 裁判所名         |
| ---- | --- | ---------------- |
| 1    | 最大判平成17・1・26（民集59巻1号128頁） 外国人の公務就任権〔I - 5〕                                                         | 東京地裁本庁     |
| 2    | 最二小判平成16・11・29（判時1879号58頁） 戦後補償－韓国人戦争犠牲者補償請求事件〔I - 8〕                                    | 東京地裁本庁     |
| 3    | 最二小判平成15・9・12（民集57巻8号973頁） 講演会参加者リストの提出とプライバシー侵害〔I - 20〕                              | 東京地裁本庁     |
| 4    | 最一小判平成20・3・6 （民集62巻3号665頁） 住基ネットの合憲性 〔I - 21〕                                                     | 大阪地裁本庁     |
| 5    | 最三小判平成12・2・29（民集54巻2号582頁） 自己決定権と信仰による輸血拒否〔I - 26〕                                          | 東京地裁本庁     |
| 6    | 最大判平成20・6・4 （民集62巻6号1367頁） 届出による国籍の取得と法の下の平等－国籍法違憲判決〔I - 35〕                       | 東京地裁本庁     |
| 7    | 最三小判平成8・3・19 （民集50巻3号615頁） 強制加入団体の政治献金と構成員の思想の自由－南九州税理士会政治献金事件〔I - 39〕  | 熊本地裁本庁     |
| 8    | 最二小判平成23・5・30 （民集65巻4号1780頁） 「君が代」 起立・斉唱の職務命令と思想・良心の自由〔I - 40〕                     | 東京地裁本庁     |
| 9    | 最一小決平成8・1 ・30 （民集50巻1号199頁） 宗教法人の解散命令と信教の自由―宗教法人オウム真理教解散命令事件〔I - 42〕        | 東京地裁本庁     |
| 10   | 最二小判平成8・3・8（民集50巻3号469頁） 宗教上の理由に基づく「剣道」の不受講〔I - 45〕                                      | 神戸地裁本庁     |
| 11   | 最一小判平成14・7・11（民集56巻6号1204頁） 即位の礼・大嘗祭と政教分離の原則〔I - 50〕                                       | 鹿児島地裁本庁   |
| 12   | 最三小判平成14・9・24（判時1802号60頁） プライバシー侵害と表現の自由－「石に泳ぐ魚」事件〔I - 67〕                          | 東京地裁本庁     |
| 13   | 最二小判平成15・3・14（民集57巻3号229頁） 少年事件の推知報道－長良川事件報道訴訟〔I - 71〕                                  | 名古屋地裁本庁   |
| 14   | 最一小判平成17・7・14（民集59巻6号1569頁） 公立図書館の蔵書と著作者の表現の自由〔I - 74〕                                   | 東京地裁本庁     |
| 15   | 最三小決平成18・10・3（民集60巻8号2647頁） 取材源の秘匿と表現の自由〔I - 75〕                                               | 新潟地裁本庁     |
| 16   | 最三小判平成13・12・18（民集55巻7号1603頁） 情報公開と個人情報の本人開示－レセプト情報公開請求事件〔I - 84〕                | 神戸地裁本庁     |
| 17   | 最大判平成14・2・13（民集56巻2号331頁） 証券取引法164条1項の合憲性〔I - 102〕                                               | 東京地裁本庁     |
| 18   | 最大判平成11・3・24（民集53巻3号514頁） 接見指定の合憲性〔II - 125〕                                                        | 福島地裁郡山支部 |
| 19   | 最大判平成14・9・11（民集56巻7号1439頁） 国家賠償責任の免除・制限と憲法17条－郵便法違憲判決〔II - 133〕                     | 神戸地裁尼崎支部 |
| 20   | 最二小判平成19・9・28 （民集61巻6号2345頁） 障害基礎年金と受給資格―学生無年金障害者訴訟〔II - 139〕                         | 東京地裁本庁     |
| 21   | 最大判平成17・9・14（民集59巻7号2087頁） 在外日本国民の選挙権〔II - 152〕                                                   | 東京地裁本庁     |
| 22   | 最大判平成24・10・17（民集66巻10号3357頁） 参議院における議員定数不均衡〔II - 155〕                                         | 東京高裁         |
| 23   | 最大判平成11・11・10（民集53巻8号1577頁） 衆議院小選挙区比例代表並立制の合憲性〔II - 157①〕                                 | 東京高裁         |
| 24   | 最大判平成11・11・10（民集53巻8号1704頁） 衆議院小選挙区比例代表並立制の合憲性〔II - 157②〕                                 | 東京高裁         |
| 25   | 最大判平成23・3・23（民集65巻2号755頁） 一人別枠方式の合理性〔II - 158〕                                                    | 東京高裁         |
| 26   | 最大判平成16・1・14（民集58巻1号1頁） 参議院非拘束名簿式比例代表制の合憲性〔II - 159①〕                                     | 東京高裁         |
| 27   | 最大判平成16・1・14（民集58巻1号56頁） 参議院非拘束名簿式比例代表制の合憲性〔II - 159②〕                                    | 東京高裁         |
| 28   | 最一小判平成9・3・13 （民集51巻3号1453頁） 連座制〔II - 165〕                                                               | 仙台高裁本庁     |
| 29   | 最大判平成8・8・28 （民集50巻7号1952頁） 駐留軍用地特措法およびその沖縄県における適用の合憲性－沖縄代理署名訴訟〔II - 173〕 | 福岡高裁那覇支部 |
| 30   | 最三小判平成9・9・9 （民集51巻8号3850頁） 国会議員の免責特権⑵－国会議員の発言と国家賠償責任〔II - 176〕                     | 札幌地裁本庁     |
| 31   | 最大決平成10・12・1 （民集52巻9号1761頁） 裁判官の政治運動－寺西事件〔II - 183〕                                            | 仙台高裁本庁     |
| 32   | 最大判平成18・3・1（民集60巻2号587頁） 国民健康保険と租税法律主義－旭川市国民健康保険条例事件〔II - 203〕                   | 旭川地裁本庁     |
| 33   | 最一小判平成23・9・22（民集65巻6号2756頁） 租税法律における遡及的立法〔II - 204〕                                           | 千葉地裁本庁     |
| 34   | 最一小判平成14・1・31（民集56巻1号246頁） 立法の委任⑵－委任の範囲〔II - 213〕                                               | 奈良地裁本庁     |
| 35   | 最三小判平成24・2・28（民集66巻3号1240頁） 生活保護基準改定による老齢加算廃止〔（第7版）II - 135〕                          | 東京地裁本庁     |

### 民事事件等（特別保存された事案）
| 番号 | 事件概要                                                                                         | 裁判所名     | 特別保存判断日 |
| ---- | ------------------------------------------------------------------------------------------------ | ------------ | -------------- |
| 36   | 最大決平成25・9・4（金法1978号37頁） 嫡出性の有無による法定相続分差別〔I - 29〕                  | 東京家裁本庁 | 2019年7月31日  |
| 37   | 最大判平成22・1・20（民集64巻1号1頁） 神社敷地としての市有地の無償提供－空知太神社事件〔I - 52〕 | 札幌地裁本庁 | 2018年7月30日  |
| 38   | 最一小判平成25・3・21（判時2193号3頁） 自治体の課税権―神奈川県臨時特例企業税事件〔II - 208〕     | 横浜地裁本庁 | 2019年8月7日   |

### 民事事件等（特別保存後破棄）
| 番号 | 事件概要 | 裁判所名     | 保存の種類  |
| ---- | --- | ------------ | ----------- |
| 1    | ・平成22年（ワ）222号（ 損害賠償請求事件） ・平成24年（ワ）69号 ・平成24年（ワ）557号（正規労働者と同一の雇用契約上の地位確認等請求事件） ・平成24年（行ウ）6号（不支給処分取消請求事件） ・平成25年（ワ）106号（水利権確認等請求事件） ・平成25年（ワ）554号（損害賠償請求事件）計6件 | 大分地裁本庁 | 2項特別保存 |
| 2    | 平成16年（モ）10001号 | 熊本地裁本庁 | 1項特別保存 |

## 対象記録外に発覚している廃棄事案
上記の事件記録以外にも、名古屋家裁が2022年（令和4年）10月に調査したところ、大高緑地アベック殺人事件（1988年）、木曽川・長良川連続リンチ殺人事件（1994年）、西尾ストーカー殺人事件（1999年）、名古屋中学生5000万円恐喝事件（2000年）などといった重大少年事件の記録が廃棄されていたことが判明している。